# Temps propre
En théorie relativiste, on appelle temps propre τ d'un objet le temps mesuré dans « le » référentiel de cet objet, c'est-à-dire dans un référentiel où il est immobile.
En relativité restreinte, l'intervalle de temps propre séparant deux événements est l'intervalle de temps les séparant dans un référentiel inertiel où ils ont lieu au même endroit de l'espace.

## Définition et propriétés
En mécanique newtonienne, on décrit le mouvement d'un corps, dans un espace absolu, par rapport à un temps absolu. Dans ce cadre, la position d'un mobile, mesurée par ses coordonnées spatiales (x, y, z) dans un certain repère, est donnée en fonction du temps t. La théorie de la relativité déclare qu'il n'existe pas de temps absolu, et que ce temps ne peut pas être séparé de l'espace. Elle raisonne sur des événements, chaque événement étant caractérisé par un lieu M et un instant t. Quand on suit des événements attachés à un corps libre en mouvement, on parle de ligne d'univers.
Considérons un vaisseau spatial, se déplaçant librement dans l'espace, c'est-à-dire en ayant coupé tous ses moteurs (c'est donc un référentiel inertiel). Imaginons qu'il émette des éclairs à intervalles réguliers, en accord avec une horloge située dans l'habitacle (cette horloge donne ce que l'on appelle le temps propre de la fusée). Appelons {\displaystyle \Delta \tau } cet intervalle temporel local, entre deux éclairs successifs, ainsi mesuré. Puis considérons un autre référentiel inertiel, depuis lequel d'autres observateurs voient passer devant eux la fusée, à vitesse constante. Ces observateurs auront synchronisé leurs horloges, et observeront les éclairs émis par la fusée quand elle passe devant eux, en notant l'heure. Dans ce deuxième référentiel inertiel, l'intervalle entre deux éclairs (deux événements) est caractérisé par deux nombres : la distance spatiale {\displaystyle \Delta l} observée entre les deux endroits où avaient lieu les éclairs, et la distance temporelle {\displaystyle \Delta t} entre eux.
Une conséquence des axiomes d'Einstein, utilisable d'ailleurs comme principe pour fonder la relativité restreinte, est que l'on a l'égalité :
{\displaystyle c^{2}\Delta \tau ^{2}\,=\,c^{2}\Delta t^{2}-\Delta l^{2}}
et, bien sûr, le carré {\displaystyle c^{2}\Delta \tau ^{2}} est indépendant du référentiel d'observation choisi, du fait qu'il ne dépend que de ce qui se passe dans la fusée. Autrement dit, tous les observateurs s'accordent sur la valeur de {\displaystyle \Delta \tau ^{2}} ainsi calculée, bien que les valeurs de {\displaystyle \Delta l} et de {\displaystyle \Delta t} diffèrent d'un système de repérage à l'autre. Donc, dans différents référentiels inertiels numérotés 1, 2, ..., on a :
{\displaystyle c^{2}\Delta \tau ^{2}\,=\,c^{2}\Delta t_{1}^{2}-\Delta l_{1}^{2}=c^{2}\Delta t_{2}^{2}-\Delta l_{2}^{2}=\cdots }
Puisque {\displaystyle \,c^{2}\Delta t^{2}=c^{2}\Delta \tau ^{2}+\Delta l^{2}\,}, le laps de temps observé {\displaystyle \Delta t} entre les deux éclairs, mesuré dans un référentiel extérieur, est toujours plus grand que la durée propre {\displaystyle \Delta \tau }. Ainsi, le temps écoulé entre deux événements donnés se produisant dans la fusée est toujours plus petit que celui mesuré à l'extérieur, par les horloges du dehors de l'autre référentiel, coïncidant avec les éclairs au moment où ils sont émis. Ce phénomène de ralentissement des horloges est illustré par le célèbre paradoxe des jumeaux.

## Principe de maximisation de l'intervalle de temps propre
En se basant sur les propriétés de l'intervalle de temps propre, John Wheeler et Edwin Taylor ont présenté une méthode, directement issue du principe de moindre action, permettant de retrouver la plupart des résultats de la relativité générale dans des cas où le champ gravitationnel est stable au cours du temps, sans faire appel au formalisme tensoriel, et en utilisant uniquement l'algèbre élémentaire. Cette méthode permet, par exemple, de retrouver simplement les résultats d'Einstein sur la déviation des rayons lumineux au voisinage du Soleil et l'avance du périhélie de Mercure.
La méthode de Wheeler et Taylor est basée sur le principe suivant :
Un mobile se déplaçant librement dans l'espace suit la trajectoire rendant maximal le temps propre.
Cette trajectoire est appelée géodésique de l'espace-temps considéré, une géodésique minimisant l'action du corps : le temps propre est proportionnel et de signe opposé à l'action pour tout corps massif (sans charge électrique), et pour un corps non massif (masse nulle, comme pour un photon) une manipulation algébrique permet de retrouver une propriété similaire et simple.
Dans la représentation sur un diagramme d'espace-temps du paradoxe des jumeaux, la ligne droite représente la ligne d'univers de la Terre, donc en fait la géodésique entre les deux événements départ et retour de la fusée, et c'est le long de cette ligne que le temps propre mesuré est le plus long. Réciproquement le fait que le voyageur en fusée ait mesuré un temps propre plus court que son frère prouve que lui n'a pas suivi une géodésique de l'espace-temps.

## Formulation tensorielle
Le tenseur de métrique {\displaystyle \mathbf {g} } permet de calculer la distance élémentaire entre deux événements voisins E1 et E2. Dans un repère donné le vecteur joignant E1 à E2 a pour coordonnées
{\displaystyle (dx^{\mu })\,=\,(c\cdot dt,dx,dy,dz)}
où μ est un indice à quatre valeurs 0, 1, 2, 3.
Dans un repère lorentzien, le carré du temps propre est donné par l'expression
{\displaystyle c^{2}d\tau ^{2}=g_{\mu \nu }\ {\rm {d}}x^{\mu }\ {\rm {d}}x^{\nu }}
et en identifiant avec la formule
{\displaystyle c^{2}d\tau ^{2}=c^{2}dt^{2}-dx^{2}-dy^{2}-dz^{2}\,}
on trouve immédiatement que le tenseur {\displaystyle g_{\mu \nu }\,} représente la métrique de Minkowski
{\displaystyle \eta _{\mu \nu }\equiv {\begin{bmatrix}1&0&0&0\\0&-1&0&0\\0&0&-1&0\\0&0&0&-1\end{bmatrix}}\ }
En changeant tous les signes, il est courant aussi d'utiliser le carré de la distance spatiale dσ2 entre les deux événements, plutôt que le carré de la distance temporelle c2dτ2. La première quantité est donc donnée par
{\displaystyle d\sigma ^{2}=-c^{2}dt^{2}+dx^{2}+dy^{2}+dz^{2}\,.}
Dans le premier cas (carré d'un intervalle temporel), on parle de la signature
{\displaystyle \,\eta _{\mu \nu }={\rm {{diagonale}\ (1,-1,-1,-1)}}}
et dans le second (carré d'un intervalle spatial), de la signature
{\displaystyle \,\eta _{\mu \nu }={\rm {{diagonale}\ (-1,1,1,1)\,.}}}

## Histoire
La notion de temps propre a été introduite par le mathématicien allemand Hermann Minkowski (1864-1909) en 1908,.